# キティホーク (記憶装置)
キティホーク（KittyHawk）とは、1992年6月に発売されたヒューレット・パッカード社製1.3インチハードディスクドライブである。

## 概要
「キティホーク」の名前の由来はライト兄弟が世界で初めて飛行機による有人飛行に成功した丘から。40Mバイト・20Mバイト・10Mバイトの3種類の容量が発売された。当時としては大きさを考えれば大容量で、ミニノートパソコンやワードプロセッサなどに採用されていた。
インタフェースは2.5インチハードディスクドライブと同じ44ピンIDEである。
加速度センサを内蔵し、自由落下を検出するとヘッドクラッシュを防ぎ、動作中にコンクリートに落としても大丈夫という耐衝撃性を売りにしていた。

## 仕様

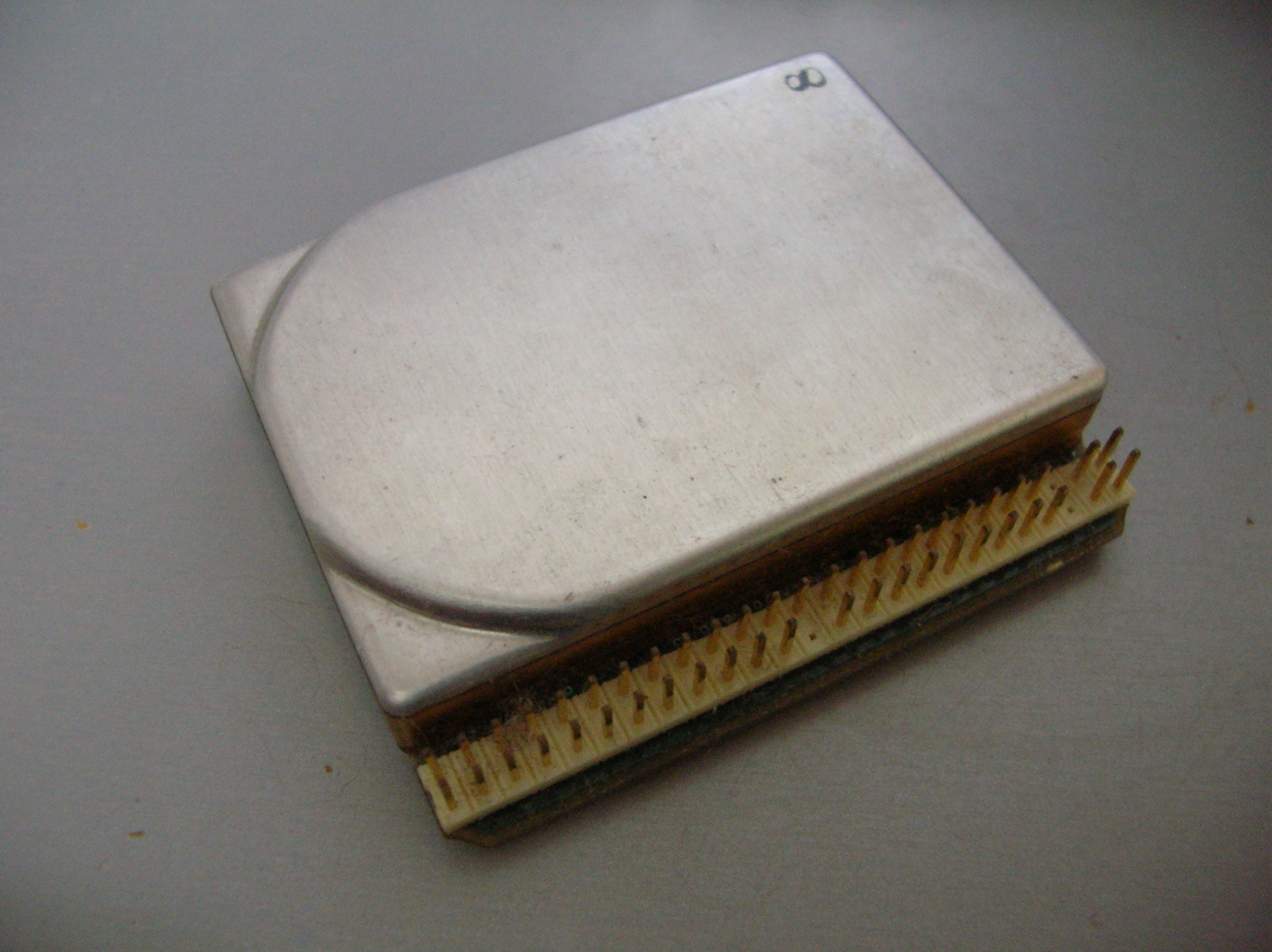
キティホーク

- インタフェース：44ピンIDE
- 厚み：10.5mm
- 奥行き：36.5mm
- 幅：50.8mm
- 重さ：28g

## 採用機種
- Lexicomp LC-8620（ミニノートパソコン）
- Dauphin DTR-1

## 関連
- ヒューレット・パッカード
- ハードディスクドライブ